# Gastronomia del Japó
La gastronomia del Japó és la gastronomia tradicional pròpia del Japó, que s'ha desenvolupat al llarg de segles com a resultat de canvis polítics i socials. En japonès, el terme modern "cuina japonesa" (en japonès:日本料理 nihon ryōri o 和食 washoku) que s'empra significa menjar de l'estil tradicional japonès anterior a l'any 1868. En sentit ampli també pot incloure els aliments introduïts des de l'exterior però desenvolupats al Japó. En l'època moderna s'hi han introduït aspectes culturals no japonesos, especialment occidentals. La cuina japonesa posa èmfasi en l'estacionalitat dels productes alimentaris, la qualitat i la presentació.

## Història

### Era antiga - període Heian

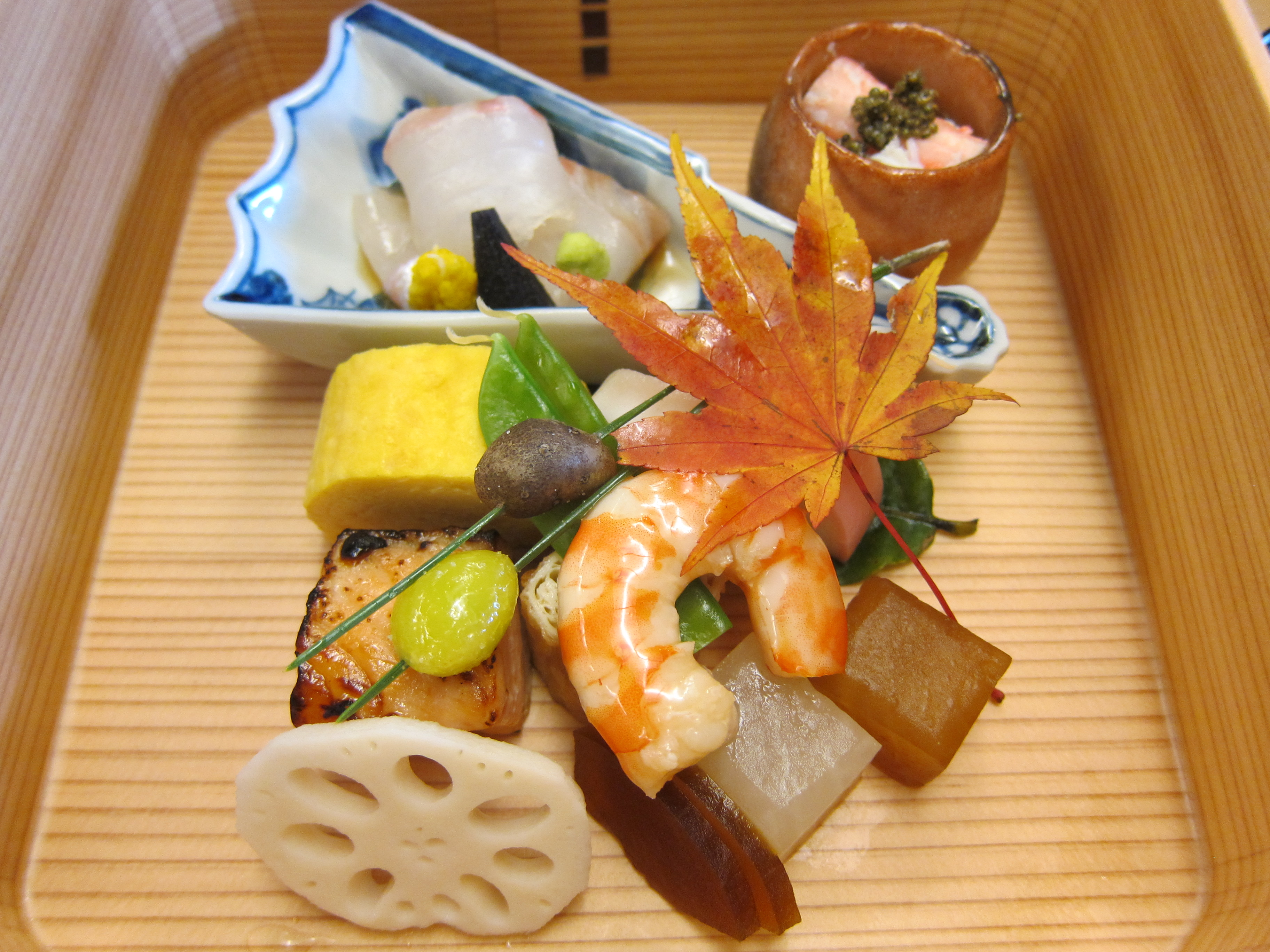
Kaiseki(懐石)

Seguint el període Jōmon, la societat japonesa passà de la vida semisedentària de recol·lectors-caçadors a la societat agrícola. En aquest període començà a cultivar-se l'arròs, introduït des de la Xina. L'arròs es bullia i s'anomenava gohan o meshi, i adquirí el mateix significat que menjar. Els camperols sovint hi afegien mill, especialment en les regions muntanyenques on l'arròs no abundava.
Durant el període Kofun la cultura de la Xina es va introduir al Japó des de la península de Corea. El budisme va tenir una gran influència cultural al Japó. Després del segle VI el japó imità la cultura xinesa de la dinastia Tang. Per això va entrar al Japó el tabú de consumir carn. L'any 675 l'emperador Temmu va decretar la prohibició de menjar-se els bovins, cavalls, gossos, micos i aviram durant de 4 a 9 mesos de l'any sota pena de mort. En canvi no es prohibia el consum de cérvols o senglars. Amb els anys (927) es va prohibir participar en les cerimònies religioses shinto als oficials del govern i nobles que haguessin menjat carn.
Amb el declivi de la dinastia Tang, al segle ix, el Japó va individualitzar la seva gastronomia i cultura. Es va abandonar l'ús de la cullera i es va menjar només amb els bastonets. Els segles x i xi van ser l'inici d'un refinament culinari.
Els plats menjats després del segle ix incloïen peix i carn a la graella (yakimono), aliments cuits a foc lent (nimono), al vapor (mushimono), sopes fetes de verdures picades, peix o carn (atsumono), peix gelificat (nikogori) cuit lentament amb assaonadors, peix cru en llesques i salsa de vinagre d'arròs (namasu), verdures, algues o peix (aemono), verdures en vinagre (tsukemono) que havien passat una fermentació làctica. S'evitava l'oli i els greixos per cuinar. L'oli de sèsam s'usava poques vegades, ja que era molt car.
En el període Heian eren comuns a la taula dels nobles els peixos i l'aviram silvestre junt amb verdures. Les postres dels nobles incloïen pastissos xinesos i gran varietat de fruites i fruits secs, entre ells els pinyons, les castanyes seques, aglans, fruits del ginjoler, magranes, préssecs, albercocs, caquis i cítrics. Els banquets acabaven amb sake.

### Període Kamakura
En el període Kamakura hi va haver grans canvis polítics al Japó, abans del període kamakura els samurais eren guardians de les propietats de la noblesa, però després la noblesa va caure sota el govern militar dels samurais. La cuina cortesana va passar a ser molt cerimonial.
Minamoto Yoritomo, el primer shogun, castigà els samurais que seguien l'estil antic de la noblesa. El banquet shogun, anomenat ōban, va comptar amb la presència dels caps militars de les províncies. El menú normalment consistia en orella de mar seca, medusa aemono, cireres del Japó en vinagre anomenades umeboshi, sal i vinagre per assaonar i arròs. A finals del període el banquet honzen ryōri va passar a ser popular.
La cuina dels samurais va passar a ser diferent de la de les seves arrels camperoles. Els menjars havien de ser simples i sense refinaments. El vegetarianisme del budisme s'estengué i començà a arribar als camperols fins i tot es va discriminar als que treballaven en escorxadors i amb ells es formà una casta separada, els burakumins.

### Era Moderna
La cuina japonesa es basa en uns aliments principals, típicament arròs o fideus, amb una sopa i okazu (おかず) — plats fets de peix, carn, verdures, tofu i els agradava afegir aromatitzants als aliments bàsics. Aquests aromatitzants eren els dashi, miso i la salsa de soia, i eren normalment baixos en greix i rics en sal.
Un àpat estàndard japonès generalment consistia en diversos okazu acompanyant un bol d'arròs blanc cuit a l'estil japonès, (gohan, 御飯), un bol de sopa i alguns tsukemono (en vinagre).
L'àpat més estàndard comprenia tres okazu i rebia el nom de ichijū-sansai (一汁三菜; "una sopa, tres costats"). La tècnica crua dels okazu es deia sashimi. Altres tècniques eren a la graella, cuites a foc lent, cuites al vapor, fregides submergides en l'oli, envinagrades o salses per amanides.

## Ingredients bàsics

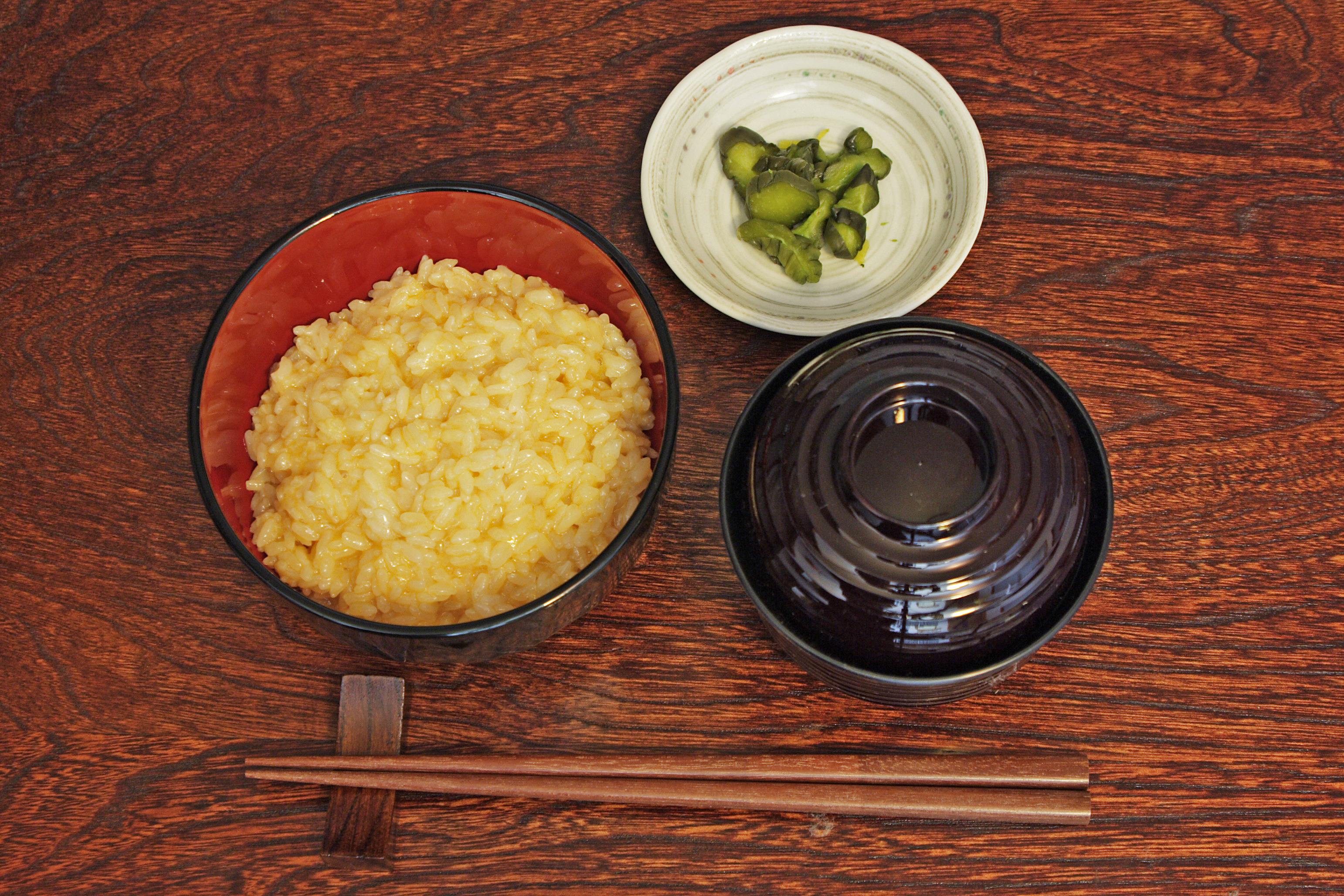
Tamago kake gohan (esquerra), tsukemono i sopa de miso

Des de fa uns 2.000 anys l'arròs és el conreu més important del Japó com reflecteix que s'havia fet servir de moneda i que la paraula japonesa per designar l'arròs bullit, gohan (御飯) o meshi té el significat general de "menja", per exemple l'esmorzar del matí (asagohan), literalment significa "arròs del matí". La majoria de l'arròs que es ven es fa en forma d'hakumai ("arròs blanc"). Una altra forma comuna d'arròs és el tipus mochi que està amb grans més enganxats que l'hakumai i normalment es fa servir per al sekihan (arròs amb fesols vermells) o per fer pastissos d'arròs.
Els fideus són part essencial de la cuina japonesa. Els fideus gruixuts de blat són uns dels més tradicionals. En el darrer segle s'han popularitzat al Japó els fideus d'estil xinès. Els fideus es fan servir en sopes o freds amb salses.
El pa no és tradicional però des del segle xix és comú al Japó i s'anomena pan (del portuguès antic).
El Japó és un país marítim i, com als Països Catalans, es menja molt de productes del mar.
La soja és un ingredient bàsic pels japonesos, molt present a la seva dieta. Es consumeix de moltes formes diferents, des del tradicional tofu (que és com un formatge elaborat a partir de llet de soja) als edamame, que són la beina de la soja cuinada al vapor i que els japonesos mengen a les izakayes com a entrant. La soja també es pot consumir en forma de miso, condiment utilitzat per fer la base de brous (com la sopa de miso) i de salses per molts plats.

## Plats

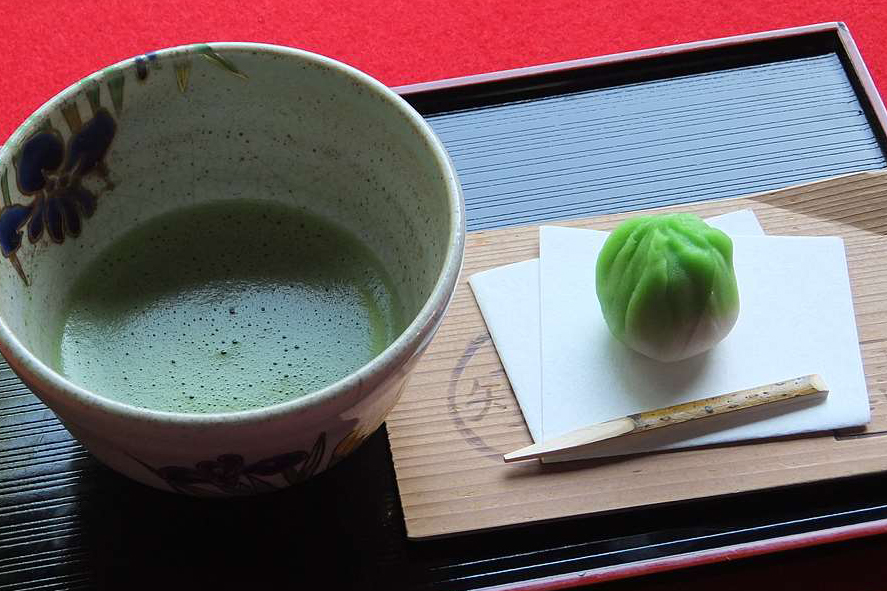
Pastissets wagashi per a acompanyar el te

Hi ha plats a la graella i fregits en paelles (yakimono (焼き物)), estofats (nimono (煮物)), fregits (itamemono (炒め物)), al vapor (mushimono (蒸し物)), fregits coberts d'oli (agemono (揚げ物)), sashimi, sopes (suimono (吸い物) i shirumono (汁物)), adobs, salats, i salses d'amanides (tsukemono (漬け物), aemono (和え物), sunomono (酢の物)), chinmi. Els snacks en japonès es diuen oyatsu (おやつ).

## Dolços
wagashi, 和菓子, o dagashi, 駄菓子,yōgashi, pa dolç kashi pan, 菓子パン.

## Cuines regionals
A la regió de Kantō i la regió de Kansai es desenvolupa la principal cuina regional japonesa. En el cas de Kanto els gustos dels plats resulten molt forts, d'altra banda a Kansai els aliments estan molt lleugerament assaonats.

## Restaurants "occidentals"
El yōshoku (literalment, cuina occidental) és la forma de servir els plats a la manera de la cultura occidental. Existeixen al japó restaurants d'aquest estil, que es diuen yōshokuya (洋食屋), de la mateixa manera que, per exemple, als Països Catalans també existeixen restaurants de cuina japonesa.